# Коли настане день (фільм, 1988)
«Коли настане день» (рос. «Когда наступит день») — радянський художній фільм 1988 року, знятий режисером Сергієм Селіверстовим на Свердловській кіностудії.

## Сюжет
Після похорону друга художник Архіпов переживає творчу кризу. Однак, познайомившись із балериною, яка потрапила через травму до лікарні, він багато днів проводить з нею, допомагає молодій жінці встати на ноги та забуває про власне нещастя.

## У ролях
- Сергій Селіверстов — Андрій
- Людмила Смородіна — Ліка
- Володимир Большов — Антон
- Надія Живодьорова — Катерина
- Поліна Медведєва — Поліна
- Арташес Алексанян — Караян
- Володимир Бобров — Костя
- Марія Куракіна — Вероніка
- Віктор Цепаєв — Тимофійович
- Юрій Єршов — Семенич
- Олена Псарьова — епізод
- Юлія Джербінова — епізод
- Павло Звєрєв — епізод
- Юрій Алексєєв — епізод
- Сергій Зубарєв — епізод
- Павло Федосєєв — епізод
- В. Бабушкін — епізод
- Георгій Бовикін — старший лейтенант
- С. Фесюк — епізод
- Володимир Монастирський — епізод
- Олександр Сухих — епізод
- Леонід Рибников — епізод
- Володимир Суворов — епізод
- Андрій Сидоров — епізод
- А. Теребенін — епізод
- Н. Кропива — епізод
- Любов Ревякіна — епізод
- Ю. Лисенкова — епізод
- О. Нехорошкова — епізод
- Є. Лялькіна — епізод
- А. Морозова — епізод
- І. Сердітова — епізод
- Наталія Леденцова — епізод
- Костянтин Денискін — епізод
- Ельвіра Назарова — епізод
- Т. Буртасенков — епізод
- С. Третьякова — епізод
- В. Клевцов — епізод
- Іра Кислова — епізод
- Даша Геррат — епізод
- Валя Булатова — епізод

## Знімальна група
- Режисер — Сергій Селіверстов
- Сценарист — Сергій Селіверстов
- Оператор — Віктор Осенніков
- Художник — Анатолій Пічугін